# Dawid z Augsburga
Dawid z Augsburga OFM (ur. ok. 1205, zm. 19 września 1272) − franciszkanin, pisarz, asceta i mistyk. Najprawdopodobniej studiował w Magdeburgu. Około roku 1240 był w Ratyzbonie mistrzem nowicjatu. W 1246 pełnił wraz z Bertholdem z Ratyzbony funkcję wizytatora papieskiego.

## Dzieła
- De exterioris et interioris hominis compositione (O człowieku zewnętrznym i wewnętrznym)
- Die sieben Vorregeln der Tugend (Siedem podstawowych reguł cnoty)
- Der Spiegel der Tugend (Zwierciadło cnoty)
- Von der Offenbarung und Erlösung des Menschegeschlechs (O objawieniu i odkupieniu rodzaju ludzkiego)
- Die sieben Staffeln (Siedem stopni)
- Pater noster (Ojcze nasz)
- Ave Maria (Zdrowaś Maryjo)